# Miguel Itzigsohn
| Asteroizi descoperiți: 15 | Asteroizi descoperiți: 15 |
| ------------------------- | ------------------------- |
| 1569 Evita                | 3 august 1948             |
| 1571 Cesco                | 20 martie 1950            |
| 1581 Abanderada           | 15 iunie 1950             |
| 1582 Martir               | 15 iunie 1950             |
| 1588 Descamisada          | 27 iunie 1951             |
| 1589 Fanatica             | 13 septembrie 1950        |
| 1596 Itzigsohn            | 8 martie 1951             |
| 1608 Muñoz                | 1 septembrie 1951         |
| 1684 Iguassú              | 24 august 1951            |
| 1688 Wilkens              | 3 martie 1951             |
| 1779 Paraná               | 15 iunie 1950             |
| 1800 Aguilar              | 12 septembrie 1950        |
| 1801 Titicaca             | 23 septembrie 1952        |
| 1821 Aconcagua            | 24 iunie 1950             |
| 1970 Sumeria              | 12 martie 1954            |

Miguel Itzigsohn (1908-1978) a fost un astronom argentinian.
Pe lângă studiul unor comete, el a descoperit unii asteroizi.